# رود اولز
رود اولز (مغولی: Улз гол) یک رودخانه در سرزمین زابایکالسکی کشور روسیه است.